# 坂田晃一
坂田 晃一（さかた こういち、1942年2月10日 - ）は、日本の作曲家、編曲家。尚美学園大学名誉教授。

## 人物・来歴
東京生まれ。早稲田大学高等学院を卒業。東京芸術大学器楽科（チェロ専攻。中退）の後、1963年から1967年にかけて山本直純のアシスタントを務めると同時に作編曲を師事した。1965年に作曲家としてデビュー。
作品は幅広く、ビリーバンバンの「さよならをするために」、伝書鳩の「目覚めた時には晴れていた」、西田敏行の「もしもピアノが弾けたなら」、杉田かおるの「鳥の詩」、チェリッシュの「あの空へ帰ろう」の作曲・編曲を手がけている。
また、フジテレビの「世界名作劇場」の音楽を担当した他、数々のTVドラマや映画、アニメの音楽も手がけている。
NHKで放映された橋田壽賀子脚本作品では、連続テレビ小説『おしん』および大河ドラマ3作品（『おんな太閤記』『いのち』『春日局』）の音楽を担当し、いずれも代表作に数えられる（民放の橋田作品では、日本テレビの水曜グランドロマン『女たちの百万石』の音楽を担当）。
2000年から尚美学園大学芸術情報学部作曲コース教授、音楽表現学科長、2012年定年となり客員教授。
なお森山良子が歌った「さよならの夏」は武部聡志によって編曲され、スタジオジブリ劇場版アニメ『コクリコ坂から』（2011年、監督：宮崎吾朗）の主題歌（歌：手嶌葵）に使用された。
2012年6月には70年代のテレビドラマの主題歌を中心に集めたCD 「坂田晃一／テレビドラマ・テーマトラックス」 が発売になった。
2018年11月には、「坂田晃一 / テレビドラマ・テーマトラックス2」が発売になる。
2016年よりパフォーマティブアート『ワルツ〜カミーユ・クローデルに捧ぐ〜』（ワルツ・プロジェクト）の音楽監督として作曲・編曲、チェロ演奏でも参加している。

## 主な作品
- 朝倉理恵「さよなら、今日は」「武蔵野にて」｢風のマドリガル」「誰のために愛するか」「月になった恋人」「あの人は飛んでった」「愛の伝説」
- 岩崎宏美「悲しみのほとり」「夜空で星が生まれるように」
- 真木悠子「めぐりあい」「絵梨子のとき」「明日の海が見える」
- ダ・カーポ 「誰かときょうもすれ違い」「突然の微笑が」「青春は舟」「瞳を閉じて」
- 石川セリ「ガラスの女」「うしろ姿」
- 市原悦子「きっと倖せ」「見返り美人」
- 風車「旅路」「春を知らぬ季節に」
- 加藤登紀子「水のように」
- 狩人「愛ひとつ道しるべ」「ひとときの哀愁」
- 岸本大助「裸足のあいつ」「もうひとつの時間」
- 小坂恭子「風の挽歌」
- 小林容子 「赤い花」
- 小室みつ子「私は逃げない」「心の扉あけて」
- 古谷野とも子 「愛はゆれている」
- 榊原郁恵「恋人たちのメロディー」
- 坂口良子「まるで少年のように」「野良猫」
- 坂本九「何かいいことありそうな」
- 沢たまき「街灯」「原宿あたり」「男友達」
- 沢田亜矢子「想い出によりそえば」「さよならの行方」
- 三條正人「ためらい」
- 鹿内孝「情熱」
- 下成佐登子「Mrs.メランコリー」「紙の舟」
- 杉田かおる「鳥の詩」「ある晴れた日に」
- ソニア・ローザ「帰らざる日々」「つぶやき」「すがお」
- 高田みづえ「純愛さがし」「幸福イミテーション」
- 高橋リナ「太陽に出逢う風」「切ないね悲しいね」「忘れないで」
- チェリッシュ「あの空へ帰ろう」
- 伝書鳩「目覚めた時には晴れていた」「一人より二人の方が」
- 西田敏行「いい夢みろよ」「もしもピアノが弾けたなら」「幸福のめじるし」「二番目に云いたいこと」
- 西田敏行&桃井かおり「ルネッサンス」「You Are My 美人 Shine」
- 原田芳雄「地中海ラヴソング」「原田芳雄のこもりうた」「青い日曜日」
- ビリー・バンバン「さよならをするために」
- フォー・クローバース「冬物語」「時のいたずら」
- ボニー・ジャックス　「桜桃忌」「おやじの舟唄」
- 碧 夏子「それは九月」
- まがじん「愛の伝説」「すみれいろの黄昏」「日曜日を探して」
- 牧村三枝子「明日川」
- 松崎しげる「僕のそばにいなさい」（「婦警さんは魔女」オープニング主題歌）
- 森山良子「さよならの夏」「ガラス色の午後」 ※共に作編曲
- やまがたすみこ「虹になりたい」（「南の虹のルーシー」オープニング主題歌）、「みつめあえばそこに」（テレビ信州社歌）
- 山本達彦「アゲイン」
- 由紀さおり「朝」
- 三井誠「きょう熱くライブ」（くまもと県民テレビテーマソング）
- 光の中へ さあ君と（第49回NHK全国学校音楽コンクール小学校の部課題曲）
- 氷川きよし「でんでん虫」
- カミーユのワルツ
- MITASORA

### 映画
- 七人の野獣 血の宣言（山本直純と連名）
- 野獣を消せ
- 無頼 人斬り五郎
- 無頼 殺せ
- 女子学園 悪い遊び
- 暴力団・乗り込み
- 実録阿部定
- 日本一短い母への手紙
- 佐賀のがばいばあちゃん

### アニメ
- トトイ（1992年6月、NHK衛星）
- 映画「お星さまのレール」(1993年公開)

世界名作劇場
- 母をたずねて三千里（音楽プロデューサー）
- 家族ロビンソン漂流記 ふしぎな島のフローネ（音楽プロデューサー）
- 南の虹のルーシー（音楽プロデューサー）

### テレビドラマ
連続テレビ小説
- 雲のじゅうたん
- おしん
- チョッちゃん

大河ドラマ
- おんな太閤記
- いのち
- 春日局

土曜ワイド劇場
- 松本清張の殺人行おくのほそ道（1983年）
- 松本清張の葦の浮船（1984年）
- 家政婦は見たシリーズ（1997年の連続ドラマ版の劇中曲･主題歌も担当）
- 高橋英樹の船長シリーズ（新船長の航海事件日誌も含む）
- 事件シリーズ

土曜プライム・土曜ワイド劇場
- 事件シリーズ

その他のドラマ
- 日産スター劇場「おじゃまさま」（1968年、日本テレビ）
- 夜のグランド劇場「愛の夜明け」（1969年、日本テレビ）
- グランド劇場（日本テレビ）（「」は1話完結ドラマ）
  - 90日の恋（1969年）
  - 2丁目3番地（1971年）
  - 3丁目4番地（1972年）
  - 「祭りのあとに」（1973年）
  - 「男と女の世の中」（1973年）
  - さよなら・今日は（1973年 - 1974年）
  - 二丁目の未亡人は、やせダンプといわれる凄い子連れママ（1976年）
  - 秋日記（1977年）
- 恋愛術入門（1970年 - 1971年、TBS・国際放映）
- 火曜日の女シリーズ「いとこ同志」（1972年、日本テレビ・ユニオン映画）
- 月曜スター劇場「冬物語」（1972年 - 1973年、日本テレビ・石原プロモーション）
- 女・その愛のシリーズ（NETテレビ・東映）
  - 明治一代女（1973年）
  - 白鷺（1974年）
- 誰のために愛するか（1974年、NETテレビ・東映）
- 土曜劇場「アドベンチャーコメディ 夏の家族」（1974年、フジテレビ・国際放映）
- テレビスター劇場「華麗なる一族」（1974年、毎日放送・東宝）
- 氷紋（1974年 - 1975年、讀賣テレビ放送・テレパック）
- 北都物語（1975年、讀賣テレビ放送・テレパック）
- 銀河テレビ小説「帰らざる日々」（1975年、NHK）
- 野わけ（1975年、讀賣テレビ放送・テレパック）
- 火曜劇場「夏の影」（1975年、日本テレビ）
- 冬の陽（1975年 - 1976年、讀賣テレビ放送・テレパック）
- 新車の中の女（1976年、讀賣テレビ放送）
- さよならの夏（1976年、讀賣テレビ放送・テレパック）
- 一丁目物語 ゴッドマザーの二度目の青春（1977年、日本テレビ）
- おやじのヒゲシリーズ（TBS）
- 池中玄太80キロ（日本テレビ）
- 高校聖夫婦（TBS）
- 明石貫平35才（日本テレビ）
- 日本巌窟王（1979年、NHK）
- 松本清張シリーズ・天才画の女（1980年、NHK）
- 先生は一年生（1981年、日本テレビ）
- 立花登 青春手控え（1982年、NHK）
- 田中丸家御一同様（1982年、日本テレビ）
- ホームスイートホーム（1982年、日本テレビ）
- 松本清張の黒革の手帖（1982年、テレビ朝日・松竹）
- 木曜ゴールデンドラマ「松本清張の喪失」（1983年、讀賣テレビ放送）
- 金曜女のドラマスペシャル
- 昨日、悲別で （1986年、日本テレビ）

※タイトル音楽
（1984年10月12日～1987年9月25日、フジテレビ）
- 松本清張スペシャル・黒い福音（1984年、TBS・大映テレビ）
- 愛の嵐（1986年、東海テレビ）
- 大石内蔵助 冬の決戦（1991年、NHK）
- 松本清張作家活動40年記念・黒い画集 坂道の家（1991年、TBS）
- 千代の富士物語（1991年、関西テレビ）
- 子子家庭は危機一髪（1993年、TBS）
- 戦国武士の有給休暇（1994年、NHK）
- 松本清張スペシャル・霧の旗（1997年、フジテレビ・映像京都）
- 松本清張没後10年記念・張込み（2002年、テレビ朝日）
- 菊次郎とさきシリーズ
- 点と線（2007年、テレビ朝日）

### その他テレビ番組
- ごちそうさま（日本テレビ）※高島夫妻出演時代のテーマ曲
- 放送大学基礎人文系 番組（放送大学）
- 放送大学基礎社会系 番組（放送大学）
- くらし発見（NHK教育テレビジョン）

### コマーシャル
- 白元（1981年）

※他多数

### 純音楽
- 箏と室内オーケストラのための小協奏曲（1965年、野坂恵子の委嘱による）

### 学校歌
- 横浜市立市ヶ尾中学校
- 高崎健康福祉大学高崎高等学校

## CD
「坂田晃一 / テレビドラマ・テーマトラックス」
1970年代のテレビドラマの主題歌・挿入歌の集大成。MHCL 2076 発売：ソニー・ミュージックダイレクト
1. さよならをするために / ビリー・バンバン / 日本テレビ系グランド劇場「3丁目4番地」
2. 冬物語 / フォー・クローバース / 日本テレビ系月曜スター劇場「冬物語」
3. 愛の伝説 / まがじん / 日本テレビ系グランド劇場「さよなら・今日は」
4. さよなら、今日は / 朝倉理恵 / 日本テレビ系グランド劇場「さよなら・今日は」
5. 誰のために愛するか / 朝倉理恵 / NET系「誰のために愛するか」
6. 旅路 / 風車 / 読売テレビ系「氷紋」
7. めぐりあい / 真木悠子 / 読売テレビ系「北都物語－絵梨子のとき－」
8. 帰らざる日々 / ソニア・ローザ / ＮＨＫ銀河テレビ小説「帰らざる日々」
9. 風の挽歌 / 小坂恭子 / 読売テレビ系「野わけ」
10. 海の悲歌 / 古谷野とも子 / 日本テレビ系火曜劇場「夏の影」
11. 情熱 / 鹿内孝 / 読売テレビ系「冬の陽」
12. 白い旅 / 浅丘ルリ子（セリフ）・真木悠子(スキャット） / 読売テレビ系「新車の中の女」
13. 目覚めた時には晴れていた / 伝書鳩 / 日本テレビ系グランド劇場「二丁目の未亡人は、やせダンプといわれる凄い子連れママ」他
14. さよならの夏/ 森山良子 / 読売テレビ系「さよならの夏」
15. あの空へ帰ろう / チェリッシュ / ＮＨＫ連続テレビ小説「雲のじゅうたん」
16. アゲイン / 山本達彦 / 読売テレビ系「渚の女」
17. いい夢みろよ / 西田敏行 / 日本テレビ系グランド劇場「池中玄太80キロ(2)」
18. もしもピアノが弾けたなら / 西田敏行 / 日本テレビ系グランド劇場「池中玄太80キロ(2)」
19. 鳥の詩 / 杉田かおる / 日本テレビ系グランド劇場「池中玄太80キロ(2)」
20. みち潮 / 由紀さおり / ボーナス・トラック
21. 風のマドリガル / 朝倉理恵 / ボーナス・トラック
22. 白い季節 / 西玲子 / ボーナス・トラック

「坂田晃一 / テレビドラマ・テーマトラックス2」
1970〰2000年代のテレビドラマの主題歌・挿入歌の集大成。MHCL 30540076 発売：ソニー・ミュージックダイレクト
1. 目覚めた時には晴れていた / 赤い鳥 / 日本テレビ系グランド劇場 「2丁目3番地」主題歌
2. 明日への出逢い / ナオミ＆メープル/日本テレビ系「グランド劇場」主題歌
3. 春を知らぬ季節に / 風車 / 読売テレビ系「氷紋」挿入歌
4. 絵梨子のとき / 真木悠子 /読売テレビ系 「北都物語－絵梨子のとき－」挿入歌
5. 愛はゆれている / 古谷野とも子 / 日本テレビ系火曜劇場「夏の影」挿入歌
6. 明日の海が見える / 真木悠子 /読売テレビ系 「新車の中の女」挿入歌
7. ガラス色の午後 / 森山良子 / 読売テレビ系「さよならの夏」挿入歌
8. 赤い花 / 小林容子 / 読売テレビ系女優ドラマ・シリーズ「炎の中の女・椿姫より」挿入歌
9. 水のように / 加藤登紀子 /日本テレビ系グランド劇場 「秋日記」主題歌
10. ガラスの女 / 石川セリ /NHK銀河テレビ小説 「ガラスの女」主題歌
11. 恋人たちのメロディー / 榊原郁恵 / TBS系「婦警さんは魔女」挿入歌
12. ルネッサンス / 西田敏行・桃井かおり /日本テレビ系金曜劇場 「名門私立女子高校」主題歌
13. カミーユのワルツ / 坂下忠弘 / 劇「ワルツ～カミーユ・クローデルに捧ぐ～」主題歌
14. MITASORA / 坂下忠弘 / 劇「ワルツ～カミーユ・クローデルに捧ぐ～」挿入歌
15. 雲のじゅうたん/ TVサウンドトラック / NHK連続テレビ小説「雲のじゅうたん」テーマ曲
16. おしん / TVサウンドトラック / NHK連続テレビ小説「おしん」テーマ曲
17. チョッちゃん / TVサウンドトラック / NHK連続テレビ小説「チョッちゃん」テーマ曲
18. おんな太閤記 / NHK交響楽団 / NHK大河ドラマ「おんな太閤記」テーマ曲
19. いのち / NHK交響楽団 / NHK大河ドラマ「いのち」テーマ曲
20. 春日局 / NHK交響楽団 / NHK大河ドラマ「春日局」テーマ曲
21. 華麗なるテーマ / TVサウンドトラック /毎日放送系テレビスター劇場 「華麗なる一族」テーマ曲
22. 相子のテーマ / TVサウンドトラック /毎日放送系テレビスター劇場 「華麗なる一族」テーマ曲
23. 家政婦は見た / TVサウンドトラック / テレビ朝日系土曜ワイド劇場「家政婦は見た」テーマ曲
24. 菊次郎とさき / TVサウンドトラック / テレビ朝日系木曜ドラマ「菊次郎とさき」テーマ曲
25. ビビビのビ / 西 玲子 / ボーナス・トラック
26. 夜汽車 / 倍賞千恵子 / ボーナス・トラック